# La vagina i la vulva en l'art

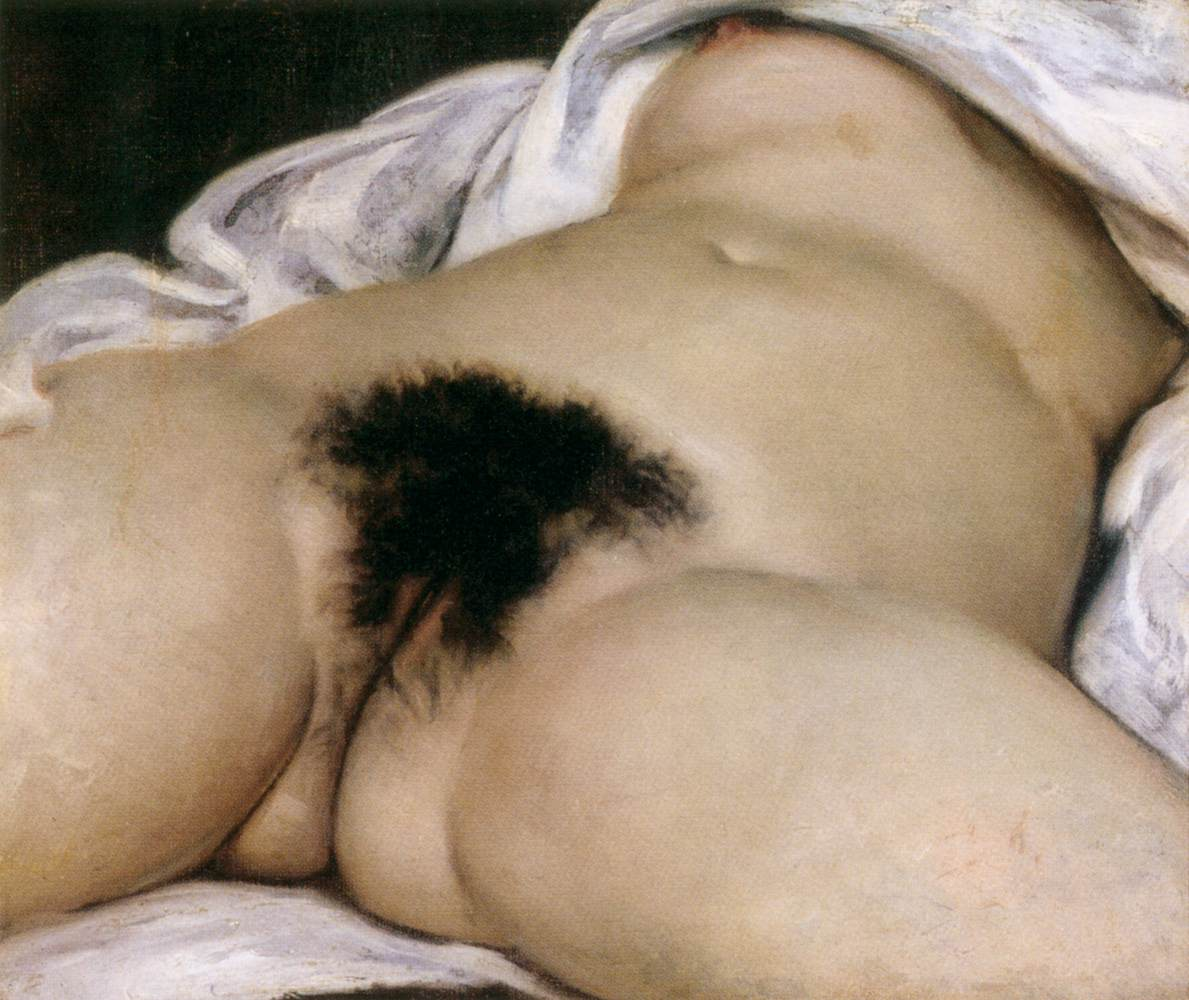
L'origen del món, pintura de 1866, realitzada per Gustave Courbet

La vagina i la vulva han estat descrites en l'art des de l'era prehistòrica fins a l'art contemporani del segle xxi. Les formes d'art visual que representen els genitals femenins han estat tant bidimensionals (pintures) com tridimensionals (estatuetes). Fa més de 35.000 anys, els éssers humans ja esculpien figures de Venus que exageraven la composició de l'abdomen, malucs, sines, cuixes i vulva.
Al 1866, Gustave Courbet pintà el cos d'una dona nua en què es descrivien els seus genitals femenins, titulat L'origen del món. Entre els s. XX i XXI, artistes com Niki de Saint Phalle, Jean Tinguely, Megumi Igarashi i Anish Kapoor han fet obres d'art on es manifesten la vagina o la vulva. De vegades, són explícitament obres pròpies de l'art feminista: Judy Chicago creà The Dinner Party per homenatjar 39 dones mítiques i històriques, la immensa majoria de les quals havien caigut en oblit. Altres artistes neguen que les seues obres al·ludisquen als genitals femenins, malgrat que els crítics no ho veuen així: un exemple en són les pintures florals de Geòrgia O'Keeffe.
Durant molt de temps n'hi hagué tradicions folklòriques, com la vagina loquens ('vagina parlant') i la vagina dentata ('vagina dentada'). La dramaturga Eve Ensler escrigué Els monòlegs de la vagina, una obra de teatre popular que aborda molts aspectes sobre la sexualitat de les dones. En alguns casos, l'art amb la temàtica de la vagina i la vulva ha generat controvèrsia, i hi ha hagut problemes legals o ha estat censurat, sota la percepció de ser considerat obscé.

## Aspectes culturals
Al llarg de la història, hi ha hagut diverses percepcions sobre la vagina, fins i tot la creença de ser el centre del desig sexual, una metàfora de la vida per al naixement, inferior al penis, visualment poc atractiva, inherentment desagradable en l'olor, i vulgar. La vagina s'ha anomenat de moltes maneres, incloent l'antic vulgarisme cony, eufemismes (jardí de la dama), argot (parrussa), i epítets pejoratius. Algunes cultures veuen la vulva com una cosa vergonyosa que hauria d'ocultar-se. Per exemple, pudendum, el terme llatí usat en medicina anglesa per als genitals externs, literalment significa 'cosa vergonyosa'.
Les postures positives sobre la vagina en l'art recolzen la representació de la sexualitat femenina, la seua espiritualitat o vida, per exemple, com un ''poderós símbol de feminitat, obertura, acceptació i receptivitat (...) l'esperit de la vall interior''. L'hinduisme li ha atorgat al món el símbol del yoni, i això pot indicar el valor que la societat hindú ha concedit a la sexualitat femenina i la capacitat de la vagina per donar vida. Altres cultures antigues celebraven i fins i tot adoraven la vulva, per exemple, en algunes religions de l'antic Orient Pròxim i obres d'art del Paleolític al territori de la ''Vella Europa'', anomenat així per l'arqueòloga Marija Gimbutas. Com un aspecte del culte a les dees, tal reverència pot ser part de les creences neopaganes modernes.

## Història

### Prehistòria

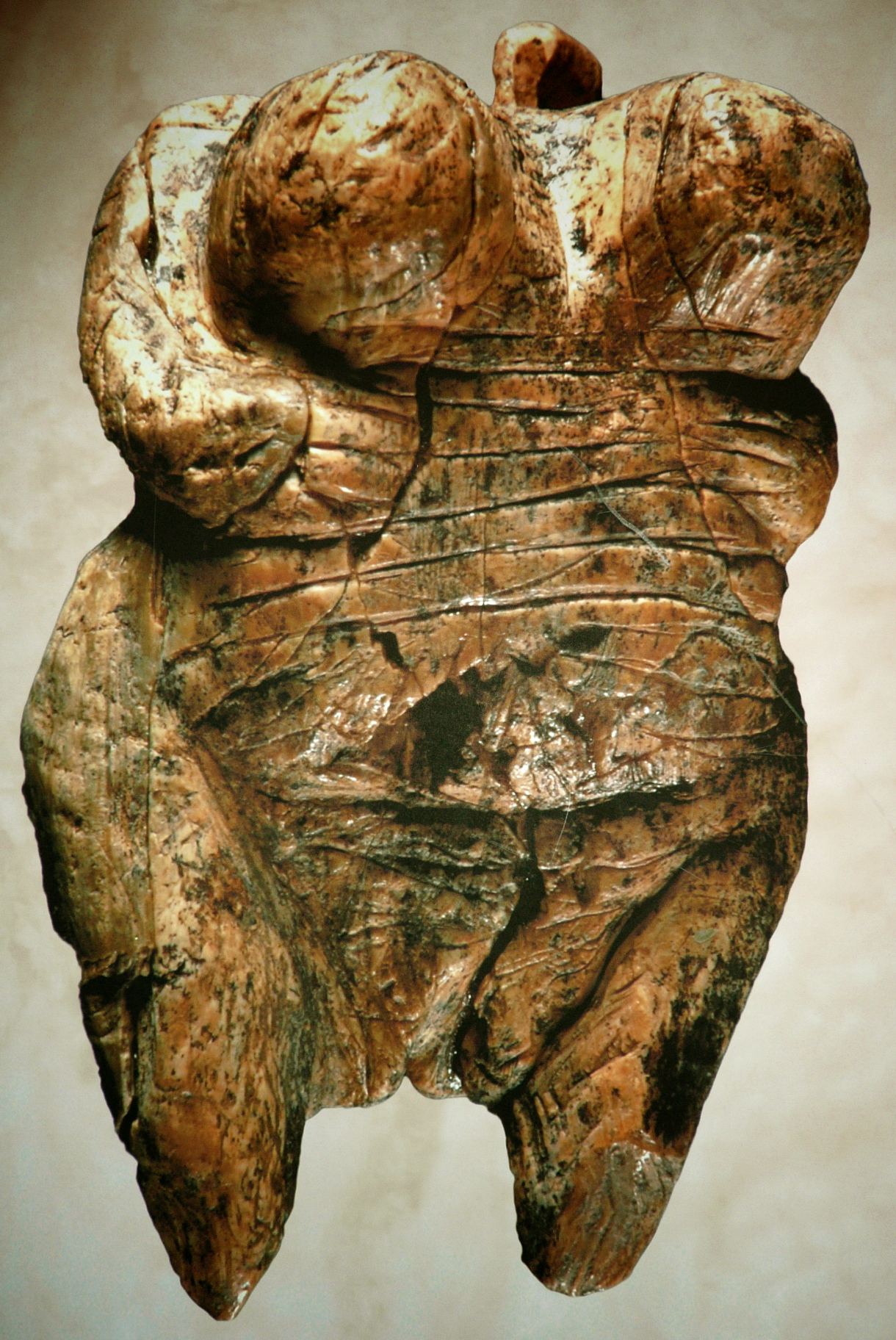
L'escultura Venus de Hohle Fels, que té almenys 35.000 anys d'antiguitat, és l'exemple més antic d'una vulva en l'art

Les representacions bidimensionals i tridimensionals de la vulva, siguen pintures i figuretes, existeixen des de fa desenes de milers d'anys. Són de les primeres obres de l'art prehistòric.
La cova de Chufín, a la ciutat de Riclones, Cantàbria, conté art rupestre prehistòric que pot ser la representació d'una vulva. La cova ha estat ocupada en diferents períodes, el registre més antic dels quals és de 20000 anys enrere. Juntament amb els gravats esquemàtics i les pintures d'animals, també hi ha nombrosos símbols, com els denominats ''pals'', i un gran nombre de dibuixos amb punts, incloent-ne un que s'ha interpretat com la representació d'una vulva.
Una figura de Venus és una estatueta del Paleolític superior que retrata una dona. La majoria han estat desenterrades a Europa, però d'altres s'han trobat en llocs tan llunyans com Sibèria, i gran part d'Euràsia. La majoria daten del període gravetià (28.000–22.000 anys d'antiguitat), però els exemples més arcaics com la Venus de Hohle Fels, data d'almenys 35.000 anys durant la cultura aurinyaciana, i uns altres més recents com la Venus de Monruz, té més d'11.000 anys d'antiguitat, en la cultura magdaleniana.
Aquestes figuretes van ser tallades en roca blanca (com esteatita, calcita o calcària), os o ivori, o formades i bullides en argila. Aquestes darreres es troben entre les ceràmiques més antigues. En total, s'han trobat més de cent figuretes; pràcticament totes d'una grandària petita, entre 4 cm i 25 cm d'alçada. La majoria té caps petits, malucs amples, i cames que s'estrenyen fins a un punt. Diverses figuretes exageren l'abdomen, malucs, mamelles, cuixes o vulva. En contrast, no n'hi ha braços ni peus, i el cap sol ser menut i sense rostre.

### Era antiga
Els antics sumeris consideraven la vulva com a sagrada, evidència que apareix en una vasta quantitat de poemes sumeris, en què es venera la vulva de la dea Inanna. En la religió sumèria, la dea Ninimma és la personificació divina dels genitals femenins. El seu nom literalment significa 'dama dels genitals femenins'. Aquesta deïtat apareix en una versió del mite d'Enki i Ninhursag, en què és la filla d'Enki i Ninkur. Enki viola a Ninkur, i fa que done a llum a Uttu, la dea dels teixits i la vegetació. El fluix vaginal és sempre descrit en els texts sumeris amb un sabor ''dolç'' i, en un himne nupcial sumeri, una jove donzella s'alegra que en la seua vulva hagi crescut pèl. S'han descobert models de vulva en un temple de Inanna a Assur; aquests models probablement s'usaren com a amulets, possiblement per protegir-se contra la impotència sexual.

### Segles XI i XII

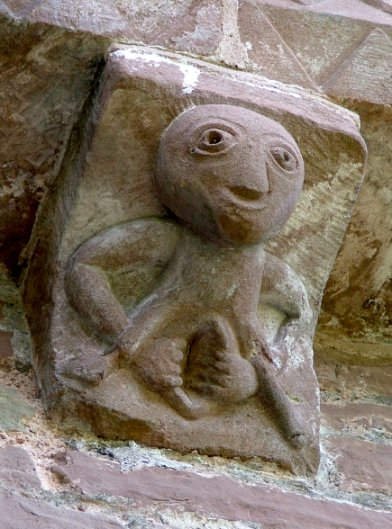
La famosa figureta sheela na gig, que data del, es troba a l'església de Santa Maria i Sant David de Kilpeck, Herefordshire, Anglaterra

Sheela na gigs són unes imatges dels s. XI i XII, que representen dones nues mostrant una vulva exageradament gran. Són grotescs arquitectònics que es troben en esglésies, castells i altres edificis, en especial a Irlanda i Gran Bretanya, de vegades juntament amb figures masculines. Un dels millors exemples se'n pot trobar a la torre irlandesa de Ballyduff, al comtat de Kerry, Irlanda. N'hi ha una rèplica amb la talla al museu del comtat, a la ciutat de Tralee. Un altre exemple ben conegut se'n pot veure a Kilpeck, Herefordshire, Anglaterra.
Es diu que aquestes talles serveixen per a evitar ser víctima de la mort i el mal: un grotesc, com les gàrgoles, solia formar part de les decoracions de les esglésies de tot Europa. Sembla que el seu propòsit era mantenir allunyats els esperits malignes, mitjançant l'ús de la màgia apotropaica. S'instal·laven sobre portes i finestres, suposadament per protegir aquestes obertures.
Weir i Jerman argumenta que la seua localització en esglésies i l'aparença grotesca de les figures en el cànon medieval suggereixen que representaven la luxúria femenina com un pecat horrible i corrupte. Una altra teoria, adaptada per Joanne McMahon i Jack Roberts, és que les talles són restes d'un culte a la fertilitat precristiana o de la religió d'una dea mare. El llibre Sheela na gig: The Dark Goddess of Sacred Power, escrit al 2016 per Starr Goode, rastreja aquestes imatges al llarg de la història, i contribueix a la discussió sobre la universalitat de l'''exhibició sagrada femenina'' en els seus significats i funcions, des dels orígens de la cultura com es veu en l'art rupestre paleolític, fins a la inclusió de la imatge dins de l'art contemporani, particularment en l'art feminista.

### Tradicions folklòriques
La vagina loquens o "vagina parlant" és una important tradició dins de l'art i la literatura, es remunta als antics ritus folklòrics. Usualment, en aquests relats hi ha un diàleg amb una vagina, mitjançant l'efecte de la màgia o encants, i usualment admeten la seua castedat.
Un altre relat popular fa referència a la vagina dentata ('vagina dentada'): aquests relats prevenien contra les relacions sexuals perquè podrien patir lesions, emasculació, o castració de l'home involucrat. Aquestes històries advertien dels perills davant d'una dona desconeguda, així com atacaven la violació.
A l'illa de Rapa Nui, enmig d'un procés de renaixement artístic i cultural a mitjan s. XVI, es feren nombrosos petròglifs, entre ells els komari, que tenien forma de vulva, i representaven la fertilitat. Dins de la cultura rapanui, els komari emanaven mannà, és a dir, un poder sobrenatural que influenciava en la producció agrícola i pesquera de l'illa.

### Art contemporani
Al 1966, l'artista francesa Niki de Saint Phalle col·laborà amb els artistes dadaistes Jean Tinguely i Per Olof Ultvedt en la instal·lació d'una enorme escultura anomenada Hon-en katedral ('ella-una catedral') per a Moderna Museet, a Estocolm, Suècia. La forma exterior en una escultura gegant reclinada amb les cames obertes. Els clients del museu poden entrar al cos per l'obertura vaginal, de la grandària d'una porta. Saint Phalle digué que l'escultura representava una dea de la fertilitat, que podria rebre visitants dins del cos i ells podien ''tornar a nàixer''. Dins del cos hi ha una pantalla on s'exhibeixen pel·lícules de Greta Gràcia, un estany de peixos de colors i una màquina expenedora de begudes. L'escultura provocà una immensa reacció en periòdics i revistes de tot el món.
Entre 1974 i 1979, Judy Chicago, una artista feminista, creà una instal·lació artística amb el tema de la vulva, The Dinner Party. Consisteix en 39 espais elaborats al llarg d'una taula triangular amb 39 figures femenines històriques i mítiques. Entre les dones eminents hi ha Virginia Woolf, Susan B. Anthony, Sojourner Truth, Leonor d'Aquitània i Teodora de Bizanci. Cada espai, tret del que correspon a Sojourner Truth (una activista afroamericana), descriu a una forma de vulva-papallona de colors brillants, dissenyada amb profunditat. Malgrat la resistència per part del món artístic, feu una gira per 16 llocs en 6 estats, i arribà a una audiència de 15 milions de persones. Des de 2007, ha estat en exposició permanent al Centre d'art feminista Elizabeth A. Sackler, al Museu Brooklyn, Nova York. Chicago atorgà a Geòrgia O'Keeffe un destacat lloc en The Dinner Party, perquè algunes feministes modernes pensen que les pintures de flors d'O'Keeffe com Black Iris III (1926) evoquen una subtil representació dels genitals femenins. O'Keeffe ha rebutjat reiteradament aquestes interpretacions freudianes de les seues obres.
L'exactriu pornogràfica Annie Sprinkle convertí els seus genitals en art performance, amb el seu ''Anunci públic del seu coll uterí'', presentat per primera vegada al començament de la dècada de 1980, i després exhibit al seu programa de gira durant la dècada de 1990, ''Modernista postporno". En el programa, ella s'asseia en una cadira reclinable davant un escenari baix, s'inseria un espècul en la vagina, i convidava la gent del públic a mirar-li el coll uterí. La frase fou adoptada el 2018 per organitzacions benèfiques contra el càncer del Regne Unit i Austràlia, on se sol·licitava a les dones a realitzar-se una prova de Papanicolau, per descartar càncer d'úter.
La representació artística moderna de la vagina coincideix amb la dissecció anatòmica i identificació dels genitals durant el s. XVIII (per ex.: William Hunter). L'art contemporani, des d'una perspectiva feminista, ha revisat i desconstruït la visió androcèntrica dels genitals femenins, i la identificació estereotípica de la subjectivitat femenina (entre aquests, Ana Mendieta, Enrique Chagoya, Vik Muniz, Candice Lin, etc.).
Els monòlegs de la vagina és una obra de teatre escrita el 1996 per Eve Ensler, la qual ha contribuït a fer de la sexualitat femenina un tema de discurs públic. Són uns monòlegs llegits per dones. Inicialment, la mateixa Ensler era qui llegia tots els monòlegs, i després els presentaren tres actrius; les últimes versions tenen a diferents actrius per a cada paper. Cada monòleg aborda un aspecte de la feminitat, toca temes com l'activitat sexual, l'amor, la violació, la menstruació, la mutilació genital femenina, la masturbació, el part, l'orgasme, els noms comuns de la vagina, o senzillament com a aspecte físic del cos. Un tema recurrent és la vagina com un instrument d'apoderament femení, i la màxima encarnació de la individualitat.
L'artista Jamie McCartney, resident a Brighton, a la costa sud d'Anglaterra, creà el Gran Mur de la Vagina, amb dotzenes de models de vulves, amb una àmplia variació dels genitals.
Aidan Salahova és una artista, galerista i figura pública àzeri. En un article titulat ''Art de la vagina vetlat a la Biennal de Venècia per Azerbaidjan, causa que alguns clamen censura'', Kate Daimling declarà al 2011 que la ''Pedra Negra'' de Salahova, una ''escultura que descrivia la pedra negra de la Meca venerada pels musulmans, dins d'un marc de marbre semblant al d'una vagina, va ser coberta per al públic''. Salahova representava el Pavelló d'Azerbaidjan juntament amb altres artistes, en la 54a Biennal de Venècia. Un dia abans que s'inaugurara l'esdeveniment, s'ordenà que dos de les seues obres que havien estat prèviament aprovades pel Ministeri de Cultura, es cobriren i es retiraren de l'exposició, "a causa de la sensibilitat del govern cap a l'estat de la nació com un país secular musulmà". Les autoritats declararen que aquelles obres havien sofert danys durant el transport. En referir-se a la controvèrsia, la conservadora del pavelló, Beral Madra, declarà que en més de 25 anys de preservació, ella mai hi havia ''experimentat aquesta classe de conflictes''.
Al 2012, es deixatà una disputa legal, quan en Facebook es publicà una imatge de la pintura de 1866 de Gustave Courbet titulada L'origen del món, en què es mostren genitals femenins. Després que un professor francés publiqués la imatge a la xarxa social, Facebook considerà que la imatge era pornogràfica, i li suspengué el compte per violar els termes d'usuari. HuffPost considerà la pintura com ''una franca imatge d'una vagina''. Mark Stern de la revista Slate, la qualificà de ''pedra angular del moviment realista francés'' enlluernador i brillant; declarà que el professor havia denunciat la xarxa social, ja que presumptament violava la llibertat d'expressió. A l'octubre de 2013, l'artista Peter Reynosa creà ''...una pintura acrílica vermella i blanca [que] representa Madonna [cantant de pop], pintada amb la forma d'un desafiant símbol yònic, que sembla una vagina o vulva''.
101 Vagina és un llibre de fotografies en blanc i negre, publicat al 2013 per Philip Werner, que ve acompanyat d'un pròleg escrit pel músic Toni Childs. Conté 101 fotografies en primer pla de nus, preses sense finalitats provocatives, juntament amb una història o missatge escrit per cada dona sobre la seua vagina. La fotos i històries del llibre s'exhibiren cinc vegades a Austràlia al 2013, amb una gira en sis llocs dels Estats Units i Canadà al 2014. Werner s'hi inspirà en Els monòlegs de la vagina i hi trobà temes en xarxes socials, volia que el llibre tingués un fons educatiu i de celebració. Les històries que acompanyen les fotografies aborden diversos temes, incloent la vellesa, l'embaràs, la depilació brasilera (eliminació del pèl púbic), la primera trobada sexual, etc. A Sidney, l'exposició fou visitada per la policia, responent a una queixa que les imatges eren visibles des de la via pública.
Lena Marquise és una artista visual i performance russonord-americana: les seues obres abasten temes com el treball sexual i la censura, i provoca respostes crítiques pel seu controvertit erotisme. Al 2014, en Art Basel Miami, Marquise actuà en una obra d'instal·lació anomenada Cos com a mercaderia, a la Galeria Vector. En aquesta obra d'art, es carregava telèfons mòbils amb la seua vagina. El 3 de desembre de 2014, l'artista musical Usher visità la Galeria Vector, i hi participà carregant el seu mòbil en la instal·lació. Previaente, Brine i Marquise havien col·laborat en el curtmetratge eroticosatànic El Visitant, escrit per Brine, en què Marquise interpreta la Maria bíblica, que s'hi masturba amb un ganivet mentre canta versos patriarcals, com una referència cap a la mutilació genital femenina a Egipte.
Al Japó, l'artista Megumi Igarashi ha cridat l'atenció per les seues obres on es veuen vagines i vulves, les quals considera ''massa ocultes'' al Japó, en comparança amb els genitals masculins. Al juliol de 2014, Igarashi fou arrestada per les autoritats japoneses, per distribuir dades de la seua vulva en 3D, als contribuents de la seua campanya de finançament. També ha realitzat escultures amb el tema de la vagina. La cosa paradoxal és que si bé la policia acusà Igarashi per les seues obres artístiques de vagines i vulves, hi ha festivals fàl·lics al Japó, els participants dels quals desfilen amb grans escultures de penis, pràctica que les autoritats consideren acceptable.
Al 2015 Anish Kapoor, un artista guardonat amb el Premi Turner, creà polèmica per la seua escultura Cantonada bruta, un "embut d'acer en pedra trencada, col·locat al jardí del...Palau de Versalles", el qual afirma que és una representació de la vagina de la exreina de França.